# شقة مقابل شقة (مسلسل)
شقة مقابل شقة هو مسلسل تلفزيوني عراقي عرض في عام 1999.

## الممثلون
- عادل عثمان
- سعدية الزيدي
- فرجينيا ياسين
- تمارا محمود
- خليل الرفاعي
- عواطف السلمان
- بهجت الجبوري